# Heteropoda variegata
Heteropoda variegata este o specie de păianjeni din genul Heteropoda, familia Sparassidae. A fost descrisă pentru prima dată de Simon, 1874. Conform Catalogue of Life specia Heteropoda variegata nu are subspecii cunoscute.